# Ponte delle Sirenette
Il ponte delle Sirenette è un ponte pedonale di Milano, nel Parco Sempione.

## Storia

Il ponte delle Sirenette quando si trovava ancora in via Visconti di Modrone, lungo la Cerchia dei Navigli. Con l'interramento di quest'ultima, è stato spostato all'interno di Parco Sempione

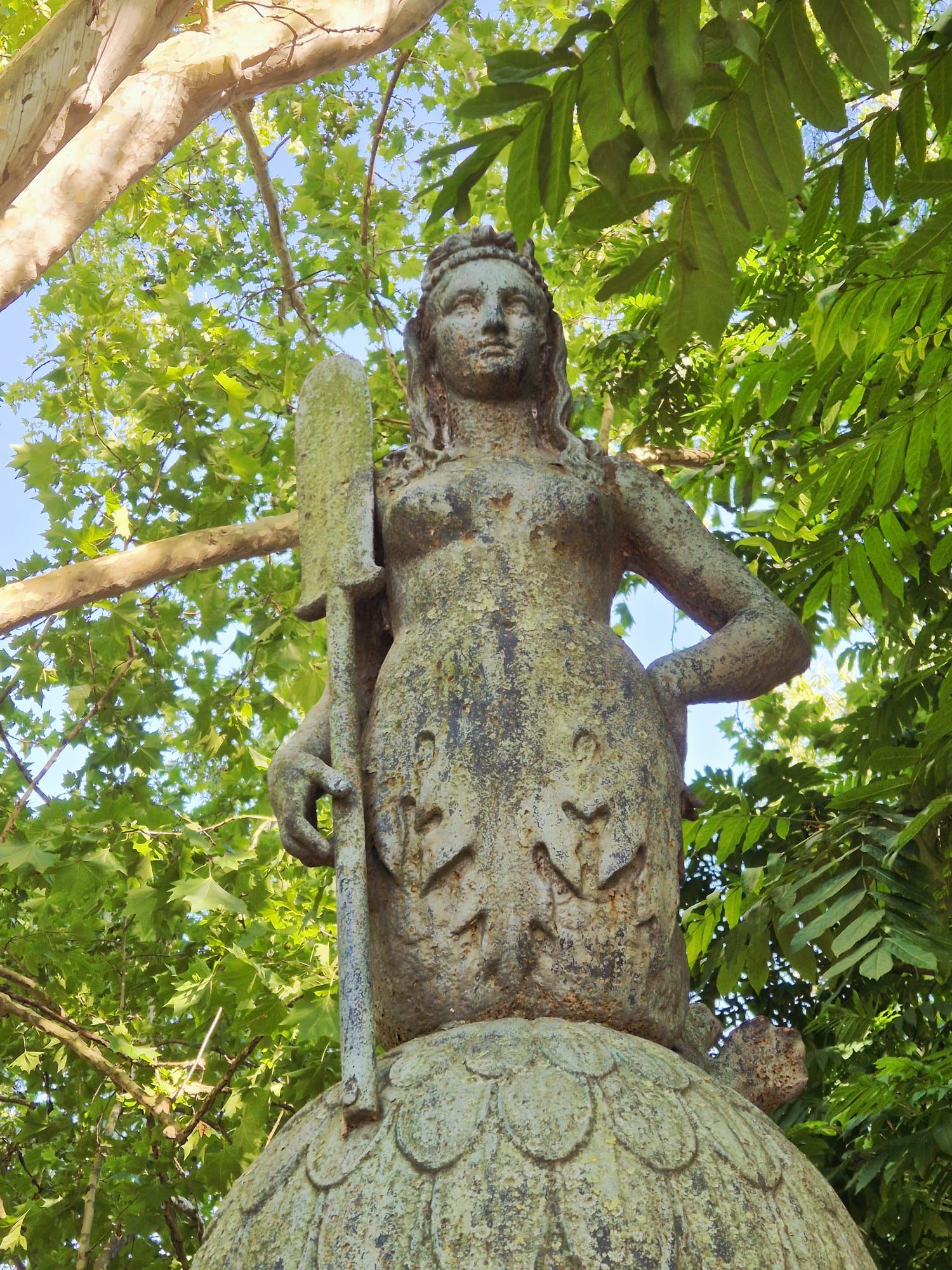
Particolare di una delle quattro sirene.

Il ponte fu realizzato su progetto dell'architetto Francesco Tettamanzi tra il 1840 e il 1842 dalla ditta «Rubini-Scalini-Falck e C.» di Dongo ed è considerato il primo in ferro battuto costruito sul suolo italiano; le decorazioni furono realizzate su modelli in gesso di Benedetto Cacciatori; il ponte fu commissionato da privati per essere posto sul naviglio in Via San Damiano (oggi Via Uberto Visconti di Modrone).
(Descrizione del 1850)
Sui parapetti erano presenti due iscrizioni latine a ricordo della realizzazione del primo ponte in ferro a Milano nel 1841 durante il dominio di Ferdinando I d'Austria.
Su ognuno dei piloni alle estremità venne posta una sirena con un remo in mano. In origine i pilastri erano decorati con fregi in ghisa (ancore e cigni reggenti festoni nella parte superiore, teste leonine nella parte inferiore). Nelle fotografie appare anche una decorazione sul fianco dell'arco.

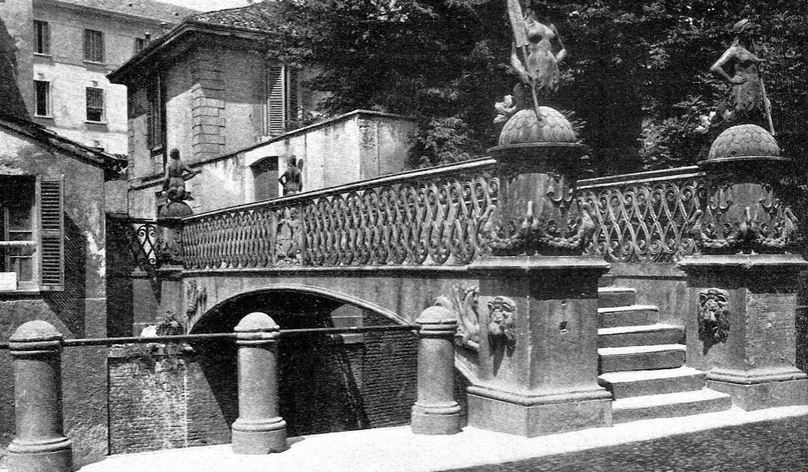
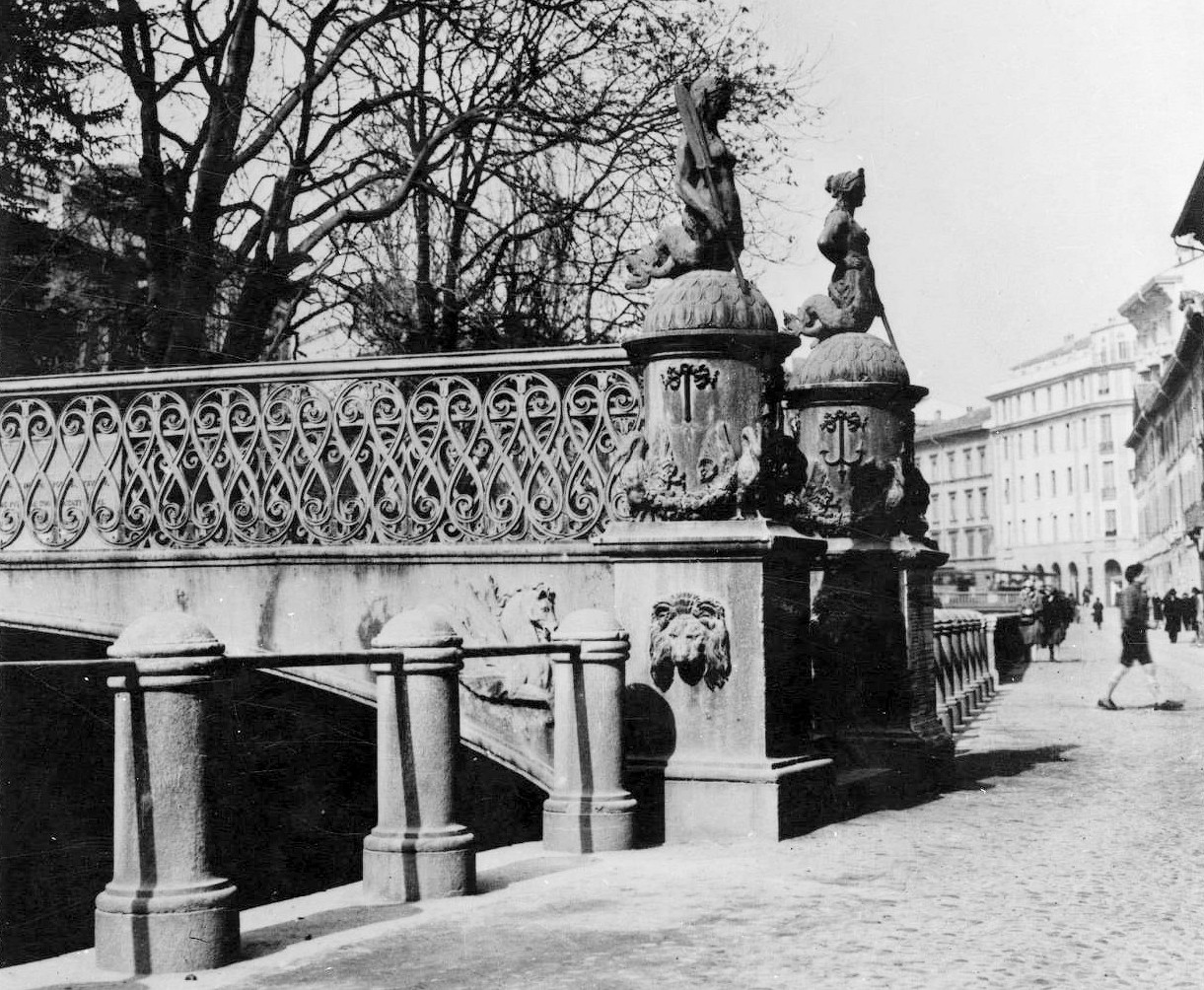

Il ponte fu inaugurato il 23 giugno 1842 da Ranieri Giuseppe d'Asburgo-Lorena, viceré del Regno Lombardo-Veneto.
Con il tempo alle sirene venne dato il soprannome scherzoso di «sorelle Ghisini» (dal materiale utilizzato).

### Modifiche successive
Nel 1930, a seguito della copertura dei navigli di Milano, il ponte fu accorciato e trasferito nella posizione attuale nel parco. Il parapetto fu sostituito.
Nel 1943 una delle statue fu gravemente danneggiata durante un bombardamento; una seconda statua fu rubata nel 1948. Alla fine della guerra non erano più presenti le decorazioni sui piloni. 
Nel 1954 furono realizzate due copie in bronzo delle due statue superstiti in modo da rimetterle sul ponte; pesavano solo 80 chili circa, rispetto ai tre quintali degli originali.
Nel 2003 fu inserito un nuovo parapetto, che riprende il disegno originale.